# مجزرة عائلة أبو شمالة
مجزرة عائلة أبو شمالة (2023) هي سلسلة مجازر ارتكبها سلاح الجوّ الإسرائيلي حينما أغارَ على عدة مناطق في قطاع غزة، حيثُ أنه ومع بداية عملية طوفان الأقصى في 7 أكتوبر 2023 قام سلاح الجو بشن سلسلة غارات على كافة أنحاء مدينة رفح ومخيم البريج ومدينة خان يونس. وقام سلاح الجو الإسرائيلي باستهداف منازل عائلة أبو شمالة. هذه المجازر من ضمن عدة مجازر وقعت خلال عملية طوفان الأقصى. تسبّبت هذه المجازر الإسرائيليّة والتي استهدفت المربعات السكنية لعائلة أبو شمالة إلى استشهاد أكثر من 37 شهيداً من عائلة أبو شمالة وعدد من أنسبائهم وأقربائهم.

## خلفية الحدث
في ساعاتِ الصباح الأولى من يوم السابع من أكتوبر 2023 أطلقت حركة المقاومة الإسلامية حماس عبر ذراعها العسكري كتائب الشهيد عز الدين القسام عملية طوفان الأقصى وذلك ردًا على الاعتداءات الإسرائيلية وتدنيس الأقصى والاستمرار في الاستيطان كما أكّد على ذلك محمد الضيف القائد العام للقسّام والذي أعطى إشارة انطلاق العمليّة التي شهدت اقتحامًا من المقاومين لمستوطنات غلاف غزة ونجحوا في قتلِ عدد كبيرٍ من الجنود الإسرائيلين، وأسر عشرات آخرين كما استطاعوا خلال ساعات قطع عشرات الكيلومترات ووصلوا لمستوطنات أبعد من تلك المحيطة والقريبة من قطاع غزة.
استمرَّت الاشتباكات بين الجيش الإسرائيلي وبين المقاومين في عديد من المستوطنات وعلى رأسها مستوطنة سديروت. الرد الإسرائيلي على هذه العمليّة جاء من خلال شنّ سلاح الجو الإسرائيلي عشرات الغارات العشوائيّة على القطاع متسبّبة في مقتل عشرات المدنيين وتدمير البنية التحتية لمدن القطاع، ليصل حد فرض إغلاق شامل وقطع متعمد لكل الخدمات من ماء وكهرباء وغاز، وهو ما هدَّد حياة أكثر من مليونَي فلسطيني يعيشُ داخل القطاع الذي يُعاني أصلًا من تبعات الحصار الخانق عليهم منذ ستة عشر عاماً.

## المجزرة
بالتزامن مع عملية طوفان الأقصى قامت طائرات الاحتلال الإسرائيلي بقصف كافة أرجاء المربع السكني الخاص بعائلة أبو شمالة في مدينة خان يونس ومدينة رفح ومخيم البريج. وجرى القصف خلال شهر أكتوبر 2023، حيثُ شنت الطائرات غارات جوية مكثفة في كافة المربعات السكنية التابعة لعائلة أبو شمالة. وتمكنت سيارات الإسعاف والدفاع المدني من انتشال جثامين أكثر من 37 مواطناً من عائلة أبو شمالة وعدد من وعدد من أنسبائهم وأقربائهم طوال شهر أكتوبر، ومعظمهم أطفال ونساء إضافة إلى عشرات الجرحى وعشرات المفقودين.

## الضحايا
1. محمد نايف أبو شمالة
2. آية مروان أبو شمالة
3. عماد الدين عبد اللطيف السيد أحمد
4. نايف محمود أبو شمالة
5. أمجد تيسير عبيد
6. جوليا امجد جميل أبو حسين
7. أكرم صالح أبو شمالة
8. حسن نايف أبو شمالة
9. محمد حسن أبو شمالة
10. منی عبد الرحيم عقيل
11. أسيل نافذ الناطور
12. شهد مروان أبوشمالة
13. زوجة مروان أبو شمالة
14. سهيلة محمد إسماعيل أبو شمالة
15. عائشة نايف أبو شمالة
16. عيشة محمود هاشم الزقزوق
17. محمد مروان عبد الرحمن أبو شمالة
18. دولة نايف أبو شمالة
19. امتیاز ابراهيم صلاح أبو شمالة
20. سمير أبو أبو شمالة
21. زوجة سمير، عزيزة البغدادي
22. أيمن أبو شمال، وزوجته ومعظم أبناءه
23. إبراهيم أبو شمالة، وزوجته ومعظم أبناءه
24. أحمد أبو شمالة، وزوجته ومعظم أبناءه
25. إسماعيل أبو شمالة، وزوجته ومعظم أبناءه
26. كريم محمد سمير أبو شمالة
27. أحمد جميل أبو مهادي
28. دارين بشير أبو شمالة
29. بيان منير عبدالرحمن أبو شمالة
30. شريفة غالب أبو شمالة
31. هيفاء سعيد أبو شمالة
32. شام ايمن إسماعيل أبو شمالة
33. خليل العبد عبدالله شاهين
34. عايشة صلاح الدين أبو شمالة
35. شهد ماجد أبو شمالة
36. عبود ماجد أبو شمالة
37. باسمة عبد الرحيم أبو شمالة